# Arichanna maculosa
Arichanna maculosa är en fjärilsart som beskrevs av Alfred Ernest Wileman 1912. Arichanna maculosa ingår i släktet Arichanna och familjen mätare. Inga underarter finns listade i Catalogue of Life.